# Saint-Victeur
Saint-Victeur è un comune francese di 406 abitanti situato nel dipartimento della Sarthe nella regione dei Paesi della Loira.

## Società

### Evoluzione demografica
Abitanti censiti